# أولاد أجحيش (أحلاف)
أولاد أجحيش هي إحدى مشيخات المملكة المغربية، تتبع جغرافيا لإقليم بنسليمان وإداريًا لأحلاف. يقدر عدد سكانها بـ 2741 نسمة حسب الإحصاء الرسمي للسكان والسكنى لسنة 2004.